# 로스알토스국
로스알토스국(스페인어: Estado de Los Altos), 약칭 로스알토스는 1830년대 성립된 중앙아메리카 연방공화국의 6번째 구성국(Estado)이었다. 수도는 케트살테낭고로 과테말라 서부와 멕시코 치아파스주의 일부에 자리잡았다. 로스알토스란 스페인어로 고지(高地)를 뜻한다.

## 역사
로스알토스국은 중앙아메리카 연방공화국 내 케트살테낭고 및 서부 여러 지역과 과테말라시 간의 정치적 대립과 긴장으로 인하여 탄생하였다. 과테말라로부터의 분리 논의는 중앙아메리카 지역이 스페인으로부터 독립하는 1821년부터 본격적으로 시작되었다. 로스알토스국의 분리는 1824년 11월 연방공화국 정부 의회에 의해 결정되었지만, 과테말라시에서는 이러한 분리 방침에 대해 큰 불만과 반대의 목소리가 있었다.
과테말라로부터 로스알토스국이 정식으로 독립한 것은 1838년 2월 2일로, 연방공화국 정부는 로스알토스국을 6번째 구성국으로 하였다. 1838년 6월 5일에는 연방공화국 의회에서 로스알토스국 대표의 자리를 마련하였다. 로스알토스국의 국기는 연방공화국의 국기를 변형시킨 것으로 중앙에 화산과 함께 케찰(로스알토스 지역을 대표하는 새로 자유를 상징)을 배치한 것이었다. 케찰을 국기에 배치한 사례는 로스알토스국이 최초였다. 이후 1871년부터는 과테말라의 국기에도 케찰이 배치되었다.
중앙아메리카 연방공화국이 내전으로 혼란해진 이후에 로스알토스국은 독립 공화국이 될 것을 선언하였다. 1840년 케트살테낭고 및 로스알토스 지역 대부분이 과테말라의 라파엘 카레라 군대에게 넘어갔다. 1840년 4월 2일 로스알토스국 지도부 대부분이 과테말라 군대에 붙잡혀 라파엘 카레라의 명령에 따라 처형되었다. 과테말라에게 점령되지 않은 지역인 현 치아파스주 동부 지역은 멕시코에 편입되었다.
이후 1844년, 1848년, 1849년 라파엘 카레라 독재정권에 대한 로스알토스 지역의 잇따른 반란으로 로스알토스국 재독립을 선언했으나 곧바로 진압되었다.
현대에도 구 로스알토스국 지역은 독자성을 간직하고 있어 '로스알토스'는 케트살테낭고 주변 지역을 통칭하는 지명으로 과테말라에서 사용되고 있다. 마찬가지로 멕시코에서도 자국이 흡수한 구 로스알토스국 지역을 '치아파스주 로스알토스'라고 부르고 있다.

## 같이 보기
- 중앙아메리카 연방공화국
- 과테말라
- 멕시코